# Virbia subapicalis
Virbia subapicalis är en fjärilsart som beskrevs av Walker 1854. Virbia subapicalis ingår i släktet Virbia och familjen björnspinnare. Inga underarter finns listade i Catalogue of Life.